# Rallye d'Argentine 2011
Le Rallye d'Argentine 2011 est le 6e rallye du Championnat du monde des rallyes 2011.

## Résultats
Sébastien Loeb, malgré une pénalité d'une minute vendredi, s'impose devant Mikko Hirvonen (à 2 s 4 s) et Sébastien Ogier (à 7 s 3), bien aidé par les ennuis mécaniques de Jari-Matti Latvala et de son coéquipier chez Citroën.

### Classement final
| Rang              | Pilote             | Copilote            | Ordre de départ (numéro) | Voiture                | Écurie                   | Temps             | Écart             | Points            |
| Toutes catégories | Toutes catégories  | Toutes catégories   | Toutes catégories        | Toutes catégories      | Toutes catégories        | Toutes catégories | Toutes catégories | Toutes catégories |
| ----------------- | ------------------ | ------------------- | ------------------------ | ---------------------- | ------------------------ | ----------------- | ----------------- | ----------------- |
| 1.                | Sébastien Loeb     | Daniel Elena        | 1 (1)                    | Citroën DS3 WRC        | Citroën Total WRT        | 4 h 03 min 56 s 9 | -                 | 26 = 25 + 1 *     |
| 2.                | Mikko Hirvonen     | Jarmo Lehtinen      | 2 (3)                    | Ford Fiesta RS WRC     | Ford Abu Dhabi WRT       | 4 h 03 min 58 s 3 | 2 s 4             | 20 = 18 + 2 *     |
| 3.                | Sébastien Ogier    | Julien Ingrassia    | 3 (2)                    | Citroën DS3 WRC        | Citroën Total WRT        | 4 h 04 min 04 s 2 | 7 s 3             | 15                |
| 4.                | Petter Solberg     | Chris Patterson     | 5 (11)                   | Citroën DS3 WRC        | Petter Solberg WRT       | 4 h 04 min 29 s 5 | 32 s 6            | 15 = 12 + 3 *     |
| 5.                | Mads Østberg       | Jonas Andersson     | 6 (6)                    | Ford Fiesta RS WRC     | M-Sport Stobart Ford WRT | 4 h 09 min 13 s 7 | 5 min 16 s 8      | 10                |
| 6.                | Federico Villagra  | Jorge Pérez Companc | 8 (7)                    | Ford Fiesta RS WRC     | Munchi's Ford WRT        | 4 h 10 min 45 s 4 | 6 min 48 s 5      | 8                 |
| 7.                | Jari-Matti Latvala | Miikka Anttila      | 4 (4)                    | Ford Fiesta RS WRC     | Ford Abu Dhabi WRT       | 4 h 15 min 31 s 4 | 11 min 34 s 5     | 6                 |
| 8.                | Matthew Wilson     | Scott Martin        | 7 (5)                    | Ford Fiesta RS WRC     | M-Sport Stobart Ford WRT | 4 h 17 min 29 s 6 | 13 min 32 s 7     | 4                 |
| 9.                | Hayden Paddon      | John Kennard        | 13 (38)                  | Subaru Impreza WRX STI | Hayden Paddon            | 4 h 29 min 40 s 7 | 25 min 43 s 8     | 2                 |
| 10.               | Patrik Flodin      | Maria Andersson     | 18 (21)                  | Subaru Impreza WRX STI | Uspenskiy Rally Tecnica  | 4 h 37 min 34 s 1 | 33 min 34 s 1     | 1                 |
| PWRC              |                    |                     |                          |                        |                          |                   |                   |                   |
| 1. (9)            | Hayden Paddon      | John Kennard        | 13 (38)                  | Subaru Impreza WRX STI | Hayden Paddon            | 4 h 29 min 40 s 7 | -                 | 25                |

* : points attribués dans la spéciale télévisée

### Spéciales chronométrées
| Étape           | Spéciale | Heure   | Nom            | Distance | Vainqueur          | Temps         | Vitesse  | Pilote en tête     |
| --------------- | -------- | ------- | -------------- | -------- | ------------------ | ------------- | -------- | ------------------ |
| 1re (26-27 mai) | ES1      | 15 h 05 | Carlos Paz 1   | 3,02 km  | Sébastien Loeb     | 2 min 25 s 9  | 75 km/h  | Sébastien Loeb     |
| 1re (26-27 mai) | ES2      | 09 h 36 | El Mirador 1   | 18,23 km | Jari-Matti Latvala | 10 min 27 s 0 | 105 km/h | Jari-Matti Latvala |
| 1re (26-27 mai) | ES3      | 10 h 08 | Mina Clavero 1 | 22,67 km | Jari-Matti Latvala | 19 min 42 s 5 | 69 km/h  | Jari-Matti Latvala |
| 1re (26-27 mai) | ES4      | 11 h 01 | El Condor 1    | 37,32 km | Jari-Matti Latvala | 23 min 18 s 9 | 96 km/h  | Jari-Matti Latvala |
| 1re (26-27 mai) | ES5      | 15 h 17 | El Mirador 2   | 18,23 km | Jari-Matti Latvala | 10 min 19 s 0 | 106 km/h | Jari-Matti Latvala |
| 1re (26-27 mai) | ES6      | 15 h 49 | Mina Clavero 2 | 22,67 km | Petter Solberg     | 19 min 21 s 7 | 70 km/h  | Jari-Matti Latvala |
| 1re (26-27 mai) | ES7      | 16 h 42 | El Condor 2    | 37,32 km | Sébastien Loeb     | 23 min 19 s 4 | 96 km/h  | Jari-Matti Latvala |
| 2e (28 mai)     | ES8      | 08 h 13 | Las Jarillas 1 | 21,57 km | Sébastien Ogier    | 12 min 21 s 3 | 105 km/h | Jari-Matti Latvala |
| 2e (28 mai)     | ES9      | 09 h 46 | Las Bajadas 1  | 16,57 km | Sébastien Loeb     | 9 min 04 s 1  | 110 km/h | Jari-Matti Latvala |
| 2e (28 mai)     | ES10     | 10 h 32 | Amboy 1        | 20,33 km | Sébastien Loeb     | 10 min 38 s 0 | 115 km/h | Jari-Matti Latvala |
| 2e (28 mai)     | ES11     | 11 h 13 | Santa Rosa 1   | 21,36 km | Sébastien Loeb     | 13 min 06 s 2 | 98 km/h  | Jari-Matti Latvala |
| 2e (28 mai)     | ES12     | 14 h 08 | Las Jarillas 2 | 21,57 km | Sébastien Ogier    | 12 min 21 s 6 | 105 km/h | Jari-Matti Latvala |
| 2e (28 mai)     | ES13     | 15 h 41 | Las Bajadas 2  | 16,57 km | Sébastien Ogier    | 9 min 00 s 7  | 110 km/h | Sébastien Ogier    |
| 2e (28 mai)     | ES14     | 16 h 27 | Amboy 2        | 20,33 km | Sébastien Loeb     | 10 min 32 s 7 | 116 km/h | Sébastien Ogier    |
| 2e (28 mai)     | ES15     | 17 h 08 | Santa Rosa 1   | 21,36 km | Sébastien Loeb     | 12 min 59 s 3 | 99 km/h  | Sébastien Ogier    |
| 3e (29 mai)     | ES16     | 08 h 09 | Ascochinga     | 48,21 km | Sébastien Loeb     | 35 min 53 s 7 | 81 km/h  | Sébastien Ogier    |
| 3e (29 mai)     | ES17     | 10 h 27 | Cabalango 1    | 3,90 km  | Jari-Matti Latvala | 2 min 22 s 2  | 99 km/h  | Sébastien Ogier    |
| 3e (29 mai)     | ES18     | 11 h 38 | Carlos Paz 2   | 3,02 km  | Petter Solberg     | 2 min 25 s 5  | 75 km/h  | Sébastien Ogier    |
| 3e (29 mai)     | ES19     | 12 h 10 | Cabalango 2 *  | 3,90 km  | Petter Solberg     | 2 min 20 s 1  | 100 km/h | Sébastien Loeb     |

* : spéciale télévisée attribuant des points aux trois premiers pilotes

### Classements intermédiaires

#### À la fin de la première étape
| Rang | Pilote             | Voiture            | Temps             | Écart         |
| ---- | ------------------ | ------------------ | ----------------- | ------------- |
| 1.   | Jari-Matti Latvala | Ford Fiesta RS WRC | 1 h 48 min 59 s 7 | -             |
| 2.   | Petter Solberg     | Citroën DS3 WRC    | 1 h 49 min 17 s 9 | 18 s 20       |
| 3.   | Sébastien Ogier    | Citroën DS3 WRC    | 1 h 49 min 28 s 5 | 28 s 80       |
| 4.   | Mikko Hirvonen     | Ford Fiesta RS WRC | 1 h 49 min 43 s 2 | 43 s 50       |
| 5.   | Sébastien Loeb     | Citroën DS3 WRC    | 1 h 50 min 30 s 0 | 1 min 30 s 30 |

#### À la fin de la deuxième étape
| Rang | Pilote          | Voiture            | Temps             | Écart        |
| ---- | --------------- | ------------------ | ----------------- | ------------ |
| 1.   | Sébastien Ogier | Citroën DS3 WRC    | 3 h 20 min 05 s 8 | -            |
| 2.   | Mikko Hirvonen  | Ford Fiesta RS WRC | 3 h 20 min 49 s 5 | 43 s 7       |
| 3.   | Sébastien Loeb  | Citroën DS3 WRC    | 3 h 20 min 53 s 5 | 47 s 7       |
| 4.   | Petter Solberg  | Citroën DS3 WRC    | 3 h 21 min 21 s 9 | 1 min 16 s 1 |
| 5.   | Mads Østberg    | Ford Fiesta RS WRC | 3 h 25 min 01 s 7 | 4 min 55 s 9 |

## Classements au championnat après l'épreuve

### Classement des pilotes
Selon le système de points en vigueur, les 10 premiers équipages remportent des points, 25 points pour le premier, puis 18, 15, 12, 10, 8, 6, 4, 2 et 1.
| Rang | Pilote               | Rallyes | Rallyes | Rallyes | Rallyes | Rallyes | Rallyes | Rallyes | Rallyes | Rallyes | Rallyes | Rallyes | Rallyes | Rallyes | Total points |
| Rang | Pilote               | SUE     | MEX     | POR     | JOR     | ITA     | ARG     | GRE     | FIN     | GER     | AUS     | FRA     | ESP     | GBR     | Total points |
| ---- | -------------------- | ------- | ------- | ------- | ------- | ------- | ------- | ------- | ------- | ------- | ------- | ------- | ------- | ------- | ------------ |
| 1er  | Sébastien Loeb       | 102     | 272     | 213     | 161     | 261     | 261     | -       | -       | -       | -       | -       | -       | -       | 126          |
| 2e   | Mikko Hirvonen       | 25      | 213     | 12      | 142     | 213     | 202     | -       | -       | -       | -       | -       | -       | -       | 113          |
| 3e   | Sébastien Ogier      | 153     | Ab.     | 261     | 283     | 12      | 15      | -       | -       | -       | -       | -       | -       | -       | 96           |
| 4e   | Jari-Matti Latvala   | 161     | 15      | 172     | 18      | 2       | 6       | -       | -       | -       | -       | -       | -       | -       | 74           |
| 5e   | Petter Solberg       | 10      | 131     | 8       | Ab.     | 15      | 153     | -       | -       | -       | -       | -       | -       | -       | 61           |
| 6e   | Mads Østberg         | 18      | 10      | 0       | 0       | 10      | 10      | -       | -       | -       | -       | -       | -       | -       | 48           |
| 7e   | Matthew Wilson       | 2       | Ab.     | 10      | 10      | 2       | 4       | -       | -       | -       | -       | -       | -       | -       | 28           |
| 8e   | Federico Villagra    | -       | 2       | 4       | 6       | -       | 8       | -       | -       | -       | -       | -       | -       | -       | 20           |
| 9e   | Kimi Räikkönen       | 4       | -       | 6       | 8       | -       | -       | -       | -       | -       | -       | -       | -       | -       | 18           |
| 10e  | Henning Solberg      | Ab.     | 8       | 2       | 0       | -       | -       | -       | -       | -       | -       | -       | -       | -       | 10           |
| 11e  | Juho Hänninen        | -       | 4       | -       | -       | 4       | -       | -       | -       | -       | -       | -       | -       | -       | 8            |
| 12e  | Dani Sordo           | -       | -       | -       | -       | 8       | -       | -       | -       | -       | -       | -       | -       | -       | 8            |
| 13e  | Ott Tänak            | -       | 1       | -       | -       | 6       | -       | -       | -       | -       | -       | -       | -       | -       | 7            |
| 14e  | Martin Prokop        | 0       | 6       | -       | -       | -       | -       | -       | -       | -       | -       | -       | -       | -       | 6            |
| 15e  | Per-Gunnar Andersson | 6       | -       | -       | -       | -       | -       | -       | -       | -       | -       | -       | -       | -       | 6            |
| 16e  | Khalid Al Qassimi    | 1       | -       | 0       | 4       | -       | -       | -       | -       | -       | -       | -       | -       | -       | 5            |
| 17e  | Denis Kuipers        | -       | -       | 1       | 2       | -       | -       | -       | -       | -       | -       | -       | -       | -       | 3            |
| 18e  | Hayden Paddon        | -       | -       | -       | -       | -       | 2       | -       | -       | -       | -       | -       | -       | -       | 2            |
| 19e  | Bernardo Sousa (en)  | -       | -       | Ab.     | 1       | -       | -       | -       | -       | -       | -       | -       | -       | -       | 1            |
| 20e  | Patrick Flodin       | -       | -       | -       | -       | -       | 1       | -       | -       | -       | -       | -       | -       | -       | 1            |

| Couleur | Résultat                                                         |
| ------- | ---------------------------------------------------------------- |
| Or      | Vainqueur                                                        |
| Argent  | 2e place                                                         |
| Bronze  | 3e place                                                         |
| Vert    | Classé, dans les points                                          |
| Bleu    | Classé, hors des points Non classé (Nc.)                         |
| Mauve   | Abandon (Ab.) Retrait (Re.)                                      |
| Noir    | Disqualifié (Dq.)                                                |
| Blanc   | N'a pas pris le départ (Np.) Forfait (Forf.) Épreuve annulée (A) |
| Aucune  | N'a pas participé (-)                                            |

3, 2, 1 : y compris les 3, 2 et 1 points attribués aux trois premiers de la spéciale télévisée (power stage).

### Classement des constructeurs
| Rang | Équipe                   | Rallyes | Rallyes | Rallyes | Rallyes | Rallyes | Rallyes | Rallyes | Rallyes | Rallyes | Rallyes | Rallyes | Rallyes | Rallyes | Total points |
| Rang | Équipe                   | SUE     | MEX     | POR     | JOR     | ITA     | ARG     | GRE     | FIN     | GER     | AUS     | FRA     | ESP     | GBR     | Total points |
| ---- | ------------------------ | ------- | ------- | ------- | ------- | ------- | ------- | ------- | ------- | ------- | ------- | ------- | ------- | ------- | ------------ |
| 1er  | Citroën Total WRT        | 22      | 25      | 43      | 40      | 37      | 40      | -       | -       | -       | -       | -       | -       | -       | 207          |
| 2e   | Ford Abu Dhabi WRT       | 40      | 33      | 27      | 30      | 20      | 24      | -       | -       | -       | -       | -       | -       | -       | 174          |
| 3e   | M-Sport Stobart Ford WRT | 18      | 18      | 4       | 3       | 18      | 14      | -       | -       | -       | -       | -       | -       | -       | 75           |
| 4e   | Petter Solberg WRT       | -       | 12      | 10      | 0       | 15      | 12      | -       | -       | -       | -       | -       | -       | -       | 49           |
| 5e   | Munchi's Ford WRT        | -       | 6       | 6       | 8       | 4       | 8       | -       | -       | -       | -       | -       | -       | -       | 32           |
| 6e   | Ice 1 Racing             | 8       | -       | 8       | 10      | -       | -       | -       | -       | -       | -       | -       | -       | -       | 26           |
| 7e   | Team Abu Dhabi           | 6       | -       | 1       | 6       | 6       | -       | -       | -       | -       | -       | -       | -       | -       | 19           |
| 8e   | FERM Power Tools WRT     | 4       | 0       | 2       | 4       | 0       | -       | -       | -       | -       | -       | -       | -       | -       | 10           |
| 9e   | Monster WRT              | 2       | 4       | 0       | -       | -       | 2       | -       | -       | -       | -       | -       | -       | -       | 8            |
| 10e  | Brazil WRT               | -       | -       | -       | -       | 1       | -       | -       | -       | -       | -       | -       | -       | -       | 1            |

#### Championnat des pilotes SWRC
| Rang | Pilote        | MEX | JOR | ITA | GRE | FIN | GER | FRA | ESP | Pts |
| ---- | ------------- | --- | --- | --- | --- | --- | --- | --- | --- | --- |
| 1    | Martin Prokop | 1   |     | 3   |     |     |     |     |     | 40  |
| 1    | Ott Tänak     | 3   |     | 1   |     |     |     |     |     | 40  |
| 3    | Karl Kruuda   | 4   | 2   | 6   |     |     |     |     |     | 38  |

#### Championnat des pilotes PWRC
| Rang | Pilote         | SUE | POR | ARG | FIN | AUS | ESP | GBR | Pts |
| ---- | -------------- | --- | --- | --- | --- | --- | --- | --- | --- |
| 1    | Hayden Paddon  |     | 1   | 1   |     |     |     |     | 50  |
| 2    | Martin Semerád | 1   | 3   | 5   |     |     |     |     | 50  |
| 3    | Nicolás Fuchs  | 3   | Ab. | 4   |     |     |     |     | 27  |